# Karl Olivecrona

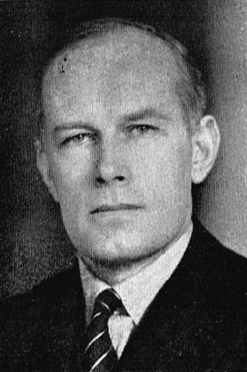
Karl Olivecrona

Karl Olivecrona (1897 – 1980) was een Zweeds jurist en rechtsfilosoof. Hij studeerde onder Axel Hägerström en werd zelf hoogleraar procesrecht en rechtsfilosofie aan de Universiteit van Lund.
Olivecrona oefende, met Hägerström en Alf Ross, een belangrijke invloed uit op de ontwikkeling van het rechtsrealisme, een stroming in de rechtsfilosofie die zich afzet tegen de gedachte dat het recht een gegeven is; veeleer wordt benadrukt dat de mens (met name de rechter) het recht creëert.

## Werken
- Law as Fact (1939) (tweede druk 1971)
- England eller Tyskland (1940)
- The Problem of the Monetary Unit (1957)
- "Locke's Theory of Appropriation", in Philosophical Quarterly (1974)
- "Appropriation in the State of Nature: Locke on the Origin of Property", in Journal of the History of Ideas (1974)